# Richard Semon
Richard Wolfgang Semon (Berlín, 22 de agosto de 1859-Múnich, 27 de diciembre de 1918) fue un zoólogo y biólogo evolutivo alemán, un investigador de la memoria que creía en la herencia de caracteres adquiridos y su aplicación a la evolución cultural.

## Tesis
Semon propuso el paralelismo psicofisiológico según el cual cada estado psicológico se corresponde con alteraciones en los nervios. Sus ideas sobre los mneme (basados en la diosa griega Mnemea, la musa de la memoria) se desarrollaron a principios del siglo XX. Los mneme representan, según esa teoría, el recuerdo de una experiencia de externa a interna. La «huella mnémica» resultante (o «engrama») se reanimaría cuando se hallase un elemento parecido a un componente del complejo original de estímulos. El principio mnémico de Semon se basaba en cómo los estímulos producen un «registro permanente,... escrito o grabado sobre la sustancia irritable», es decir, sobre material celular predispuesto energéticamente a esa inscripción (Semon 1921, p. 24). Acuñó además el término ecphory (se ha creado, en español, el término ecforia), que puede definirse como una forma automática de recuperación de los recuerdos, a partir de un estímulo exterior.

## Evidencia
Semon encontró evidencia en la forma en que las diferentes partes del cuerpo se relacionan entre sí involuntariamente, como «espasmos reflejos, co-movimientos, radiaciones sensoriales», para inferir la distribución de la «influencia engráfica». También utilizó recursos inventivos de fonografía, la «máquina mneme», para explicar la distribución desigual y el renacimiento de los engramas.
El libro de Semon Die Mneme influyó directamente en el proyecto Mnemosyne del idiosincrásico historiador del arte Aby Warburg. A pesar de las similitudes en la nomenclatura, el concepto de meme, acuñado por Richard Dawkins, se refiere a un concepto separado definido como «una idea, comportamiento o estilo que se propaga de persona a persona dentro de una cultura» (Dawkins, 1976).

## Fallecimiento
En 1918 en Múnich, Semon se suicidó envuelto en una bandera alemana supuestamente porque estaba deprimido por la derrota de Alemania después de la Primera Guerra Mundial.

## Obra
- Im australischen Busch und an den Küsten des Korallenmeeres. 1896; 2., verb. Aufl. 1903
- Die Mneme als erhaltendes Prinzip im Wechsel des organischen Geschehens. Leipzig, Engelmann 1904. (5ª ed. 1920; en ingl.: The Mneme. London: George Allen & Unwin, 1921)
- Der Engrammschatz des Gedächtnisses [1904], in: Uwe Fleckner (Hg.), Schatzkammern der Mnemosyne, Dresde (Ed. der Kunst) 1995, 206-212
- Die mnemischen Empfindungen in ihren Beziehungen zu den Originalempfindungen. Leipzig: W. Engelmann, 1909; 2ª ed. 1922
- Das Problem der Vererbung erworbener Eigenschaften. Leipzig: W. Engelmann, 1912
- Bewusstseinsvorgang und Gehirnprozess: eine Studie über die energetischen Korrelate der Eigenschaften der Empfindungen / nach dem Tode des Verfassers herausgegeben von Otto Lubarsch. Wiesbaden: Ed. von J. F. Bergmann, 1920.